# Удружење писаца Поета
Удружење писаца „Поета“, основано је октобра 2004. године. На предлог и иницијативу неколико писаца, који су уочили потребу за представљањем квалитетних дела неафирмисаних аутора,  донета је одлука о оснивању Удружења писаца „Поета“. Циљ овог удруживања био је израда сајта на коме би аутори представили своје радове и ставили их на увид суду јавности.   Крилатица удружења „У џепу ништа – у души богатство“ уједно је и позив донаторима који препознају квалитет неког аутора да помогну да се његови радови и објаве. 

## Главни циљеви
Главни циљеви Удружења писаца „Поета“ су:
- да српске писце саборује у једну интернетску заједницу,
- да представи ауторе (чланове) широј јавности,
- да објављује квалитетна дела неафирмисаних аутора и ствараоца млађег узраста,
- да уређује међусобне односе чланова,
- да уређује односе према издавачима и публици,
- да олакшава услове објављивања дела својих чланова
- да оствари контакт између потенцијалних донатора и аутора чија дела желе да спонзоришу

## Прва управа
Прва управа од пет чланова изабрана је тајним гласањем. Њу су чинили:
- Веселин Џелетовић, председник
- Весна Вукојевић, секретар
- Милан Поповић, потпредседник
- Каштаварац Драган, благајник
- мр Павле Џелетовић Иванов, домаћин.

## Награде Удружења писаца „Поета“
Удружење писаца „Поета“ додељује:
- Песничку награду „Даринка Јеврић“. Ову награду су за 2008. добили: Јован Стојиловић, Мирослав Јозић и Гордана Радовановић.